# Chu Vĩ
Chu Vĩ (chữ Hán: 朱鲔, ? - ?) , tự Trường Thư, người huyện Hán Dương, quận Giang Hạ. Ban đầu ông là tướng lãnh khởi nghĩa Lục Lâm. Sau cái chết của Canh Thủy đế, ông có thể được xem là một thủ lĩnh quân phiệt độc lập, dù chỉ trong thời gian vài tháng ngắn ngủi, cho đến khi quy hàng chính quyền của Hán Quang Vũ đế.

## Tham gia khởi nghĩa, phù lập Canh Thủy
Năm Địa Hoàng thứ 3 (22), Vĩ khởi binh phản kháng nhà Tân, gia nhập nghĩa quân Lục Lâm, trở thành một trong những đầu lãnh của phong trào. Cùng năm, phát sanh bệnh dịch, nghĩa quân Lục Lâm chia hai cánh, ông theo bọn Vương Khuông, Vương Phượng, Mã Vũ bắc tiến Nam Dương, gọi là quân Tân Thị. 
Năm thứ 4 (23), các đầu lãnh nghĩa quân bàn việc lập con cháu họ Lưu làm Hoàng đế. Phe thiểu số của quý tộc Nam Dương đề nghị lập Lưu Diễn, phe đa số của bọn Chu Vĩ xuất thân là nông dân kịch liệt phản đối.  Ngày 1 tháng 2 ÂL, Lưu Huyền được đưa lên ngôi, là Canh Thủy đế, phong Vĩ làm Đại tư mã.  Sau đó, ông cùng Lý Dật thuyết phục đế giết Lưu Diễn. 
Tháng 9 cùng năm, Vương Mãng bị giết, Canh Thủy đế dời đô đến Trường An, đại phong công thần. Nhiều người được phong vương, chỉ có Vĩ – lấy cớ Hán Cao Tổ đã đặt ra lệ không mang họ Lưu thì không được phong vương – từ chối phong hiệu Giao Đông vương. Canh Thủy đế lấy ông làm Tả đại tư mã, để Vĩ cùng bọn Lưu Tứ, Lý Dật, Lý Thông, Vương Thường đánh dẹp vùng Quan Đông.  

## Tập kích Hà Nội, đầu hàng Quang Vũ
Canh Thủy đế sai em trai Lưu Diễn là Lưu Tú đi đánh dẹp vùng Hà Bắc, Vĩ phản đối nhưng Lưu Tứ cực lực tán đồng, nên Lưu Tú được lên đường.  Năm Canh Thủy thứ 2 (24), Lưu Tú điều chủ lực lên bắc, chỉ để lại Phùng Dị giữ Mạnh Tân, Khấu Tuân, Vương Thường bảo vệ quận Hà Nội.  Khi ấy, Vĩ cùng Lý Dật có hơn 30 vạn quân ở Lạc Dương, thực lực có thừa để tấn công Lưu Tú. Nhưng ông trúng kế ly gián của Phùng Dị, giết chết Lý Dật; vì thế lòng người rời rã, không ít bỏ trốn đến chỗ Phùng Dị. 
Năm Kiến Vũ đầu tiên (25), Vĩ nghe tin Quang Vũ đế Lưu Tú đã bình định Hà Bắc, bèn quyết tâm thừa cơ tập kích hậu phương của ông ta, nên sai Tô Mậu, Giả Cường vượt Hoàng Hà tiến đánh huyện Ôn, hòng mở ra cửa ngõ xâm nhập Hà Nội. Đồng thời tự mình đưa quân đến Bình Âm ở tây bắc Lạc Dương, nhằm khống chế Phùng Dị. Nhưng bọn Khấu Tuân kịp thời cứu được huyện Ôn, đánh cho bọn Vĩ đại bại. Ông trốn về Lạc Dương, bị bọn Phùng Dị đuổi theo đến tận chân thành, vây quanh một vòng rồi về.  
Cuối tháng 7 cùng năm, Quang Vũ đế thân chinh đưa hơn 10 vạn quân đến đánh Lạc Dương. Sau vài tháng bị vây, lòng quân của Vĩ bắt đầu dao động.   Đế bèn sai bộ tướng cũ của ông là Sầm Bành khuyên hàng. Vĩ thú thật với Bành rằng trước đây đã tham dự vào việc giết Lưu Diễn nên không dám hàng. Bành quay về tâu lại, thì nhận được lời hứa của đế - đảm bảo tính mạng và chức tước cho ông. Bành gọi Vĩ thả dây, rồi trèo lên thành gặp ông, lấy chính mình để xác nhận lời hứa của đế. Vĩ lập tức nhận lời đầu hàng.  
5 ngày sau, Vĩ đưa theo vài kỵ binh đi gặp Sầm Bành, trước khi lên đường còn dặn dò bộ hạ nếu mình không về thì bọn họ hãy theo về với Yển vương Doãn Tôn. Ông tự trói mình, theo Bành đến Hà Dương gặp Quang Vũ đế, lập tức được cởi trói và triều kiến, rồi được Bành đưa trở về Lạc Dương. Hôm sau, Vĩ đưa toàn quân ra hàng, được phong Bình địch tướng quân, Phù Câu hầu. 
Về sau Vĩ làm đến chức Thiếu phủ, con cháu nhiều đời nối tước hầu. 

## Điển cố liên quan
Việc Quang Vũ đế giữ lời hứa tha chết cho Chu Vĩ đã trở thành một điển cố thường dùng để chiêu hàng. Nổi tiếng nhất là câu "朱鲔涉血於友于"  trong Thư gởi Trần Bá Chi của Khâu Trì.